# Eva Cassidy
Eva Marie Cassidy, född 2 februari 1963 i Washington, D.C., död 2 november 1996 i Bowie, Maryland, var en amerikansk sångerska. 
Cassidy sjöng jazz, blues, folkmusik, gospel och pop, och trots sin begåvning var hon under sin livstid främst känd i hemstaden Washington. Utanför Amerika blev hon först känd i Storbritannien där en radiokanal började att spela hennes musik. 2001 nådde hennes album de brittiska topplistorna och sålde i miljonupplagor. Hon var extremt blyg och hade svårt att uppträda inför mycket folk., vilket troligen bidrog till att hennes framgång blev främst postum [källa behövs]
Cassidy avled i hudcancer (malignt melanom) 33 år gammal. När hon dog hade hon ännu inget skivkontrakt, men hennes egen första skiva, Eva by heart, släpptes en månad efter hennes död.

## Diskografi
Studioalbum
- The Other Side (1992) (med Chuck Brown)
- Eva By Heart (1996)
- Time After Time (2000)
- No Boundaries (2001) (inofficiellt Remix-album)
- Imagine (2002)
- Somewhere (2008)
- Simply Eva (2011)

Livealbum
- Live at Blues Alley (1996)
- American Tune (2003)
- Nightbird (2015)

Samlingsalbum
- Songbird (1998)
- Wonderful World (2004)
- The Best of Eva Cassidy (2012)